# Víctor Ulloa (futbolista nacido en 1992)
Víctor Ulloa (n. Ciudad Juárez, Chihuahua, México; 4 de marzo de 1992) es un futbolista mexicano con nacionalidad estadounidense. Se desempeñó en la demarcación de centrocampista y su último equipo fue el Inter de Miami de la Major League Soccer.
Comenzó su carrera en la academia del FC Dallas, y llegó al primer equipo en el año 2010 como jugador de cantera. Debutó en Dallas en el 2011 y jugó en el club durante ocho años. En 2019 fichó por el FC Cincinnati.

## Trayectoria
Llegó al primer equipo del FC Dallas el 30 de julio de 2010, como jugador de cantera junto con Moisés Hernández y Rubén Luna. El 23 de octubre de 2011 hizo su debut profesional en la derrota por 4-2 ante el San Jose Earthquakes.
El 12 de diciembre de 2018, el equipo de expansión de la MLS, FC Cincinnati, anunció la contratación de Ulloa a cambio de $150,000.
El 11 de noviembre de 2019, la nueva franquicia de la MLS el Inter Miami, adquirió al jugador.

## Vida personal
Nació en México y creció en Wylie, Texas.
El 13 de diciembre de 2018 fue padre de su primer hijo Luca.

## Estadísticas
Actualizado al último partido disputado el 1 de septiembre de 2019.
| F. C. Dallas Estados Unidos |               |               |     |    |    |   |   |   |   |     |     |    |
| 1.ª | 2011          | 1             | 0   | 0  | 0  | 0 | 0 | - | - | 1   | 0   |    |
| 1.ª | 2012          | 0             | 0   | 0  | 0  | - | - | - | - | 0   | 0   |    |
| 1.ª | 2013          | 12            | 2   | -  | -  | - | - | - | - | 12  | 4   |    |
| 1.ª | 2014          | 31            | 0   | 4  | 0  | - | - | - | - | 35  | 0   |    |
| 1.ª | 2015          | 37            | 2   | 2  | 0  | - | - | - | - | 39  | 2   |    |
| 1.ª | 2016          | 33            | 2   | 5  | 1  | 3 | 0 | - | - | 41  | 3   |    |
| 1.ª | 2017          | 23            | 0   | 3  | 0  | - | - | - | - | 26  | 0   |    |
| 1.ª | 2018          | 28            | 1   | 2  | 0  | 2 | 0 | - | - | 32  | 1   |    |
| Total club | Total club    | 165           | 7   | 16 | 1  | 5 | 0 | 0 | 0 | 186 | 10  |    |
| F. C. Cincinnati Estados Unidos |               |               |     |    |    |   |   |   |   |     |     |    |
| 1.ª | 2019          | 26            | 1   | 2  | 0  | - | - | - | - | 28  | 1   |    |
| Total club | Total club    | 26            | 1   | 2  | 0  | 0 | 0 | 0 | 0 | 28  | 1   |    |
| Total carrera | Total carrera | Total carrera | 191 | 8  | 17 | 1 | 5 | 0 | 0 | 0   | 214 | 11 |
| (1) Incluye datos de la U.S. Open Cup (2014, 2015, 2016, 2017, 2018) (2) Incluye datos de la Liga de Campeones de la Concacaf (2016-17, 2018) |               |               |     |    |    |   |   |   |   |     |     |    |

## Palmarés

### Títulos nacionales
| Título                   | Club         | País           | Año  |
| ------------------------ | ------------ | -------------- | ---- |
| Lamar Hunt U.S. Open Cup | F. C. Dallas | Estados Unidos | 2016 |
| Supporters' Shield       | F. C. Dallas | Estados Unidos | 2016 |

### Títulos internacionales
| Título      | Club           | País           | Año  |
| ----------- | -------------- | -------------- | ---- |
| Leagues Cup | Inter de Miami | Estados Unidos | 2023 |